# Opel Rekord P2
La Rekord P2 è un'autovettura di fascia medio-alta prodotta dal 1960 al 1963 dalla Casa automobilistica tedesca Opel.

## Storia e profilo
La Rekord P2 venne lanciata nell'estate del 1960 e già dal mese di agosto fu possibile ordinarla, sebbene inizialmente solo con carrozzeria berlina a 2 porte. Il suo progetto venne avviato in concomitanza con il lancio del precedente modello, che venne commercializzato in realtà come Olympia Rekord, per poi essere uniformato alla gamma Rekord una volta lanciata la generazione successiva. A capo del progetto fu Hans Mersheimer, che dal 1959 divenne addirittura direttore tecnico alla Opel. Il lancio avvenne il 15 agosto 1960 a Rüsselsheim e già il giorno dopo, la sala eventi dedicata in quei giorni al lancio della vettura venne presa d'assalto da giornalisti da tutta Europa. Esposte davanti agli occhi del pubblico furono tre modelli: una berlina a 2 porte, una berlina a 4 porte ed una Caravan, ossia la versione giardinetta.

### Design esterno ed interno
Caratterizzata da uno stile americaneggiante, come peraltro anche la sua antesignana, la Rekord P2 si differenziò stilisticamente dalla P1 innanzitutto per le linee generali più tese, per le maggiori superfici vetrate, ma anche per il corpo vettura leggermente più lungo a fronte di un interasse invariato. Il frontale vide la scomparsa della calandra ovale a forma di "bocca", in favore di una calandra a tutta larghezza con nove listelli orizzontali e che sconfinava leggermente anche nei parafanghi anteriori integrando al suo interno anche gli indicatori di direzione. Era ancora presente il famoso parabrezza panoramico così come pure il lunotto, anche se il loro disegno avvolgente si fece in questo caso meno estremo e soprattutto scomparivano i montanti ad inclinazione rovesciata, sia davanti che dietro. Lateralmente, la linea cromata che percorreva la fiancata divenne anch'essa più lineare, rinunciando così al disegno "ad onda" presente utilizzato invece nella P1, ma spezzandosi invece all'altezza del montante posteriore per proseguire più in basso subito dopo e per lasciare spazio alla scritta Rekord sul parafango posteriore. La coda era caratterizzata invece da gruppi ottici costituiti da piccole coppie di fari tondi e posti sulle pinne, alla fine della linea cromata laterale, più due piccoli indicatori di direzione posti inferiormente. Proprio le pinne, anche se più spigolose che in precedenza, furono meno prominenti, segno che dal punto di vista stilistico le pinne stavano gradualmente segnando il passo.
Se la scritta esterna sul parafango posteriore voleva ricordare all'osservatore di essere al cospetto di una Rekord vera e propria, senza apparenti riferimenti alle vecchie Olympia Rekord, all'interno dell'abitacolo la plancia recava ancora la scritta Olympia, come era accaduto anche nella vecchia generazione, la P1. L'abitacolo era più luminoso grazie alle più estese superfici vetrate, mentre gli occupanti potevano trovare posto su due divani integrali, quindi anche anteriormente, come anche nella vecchia P1 era presente un divano, sebbene i due schienali fossero regolabili indipendentemente l'uno dall'altro. Pur essendo omologata per 5 persone, sul divano anteriore fu comunque possibile dare posto ad una persona di piccola taglia, come per esempio ad un bambino. La plancia e parte delle portiere erano ancora riverniciate in tinta con la carrozzeria, anche se furono presenti alcuni contenuti inediti, come un parziale rivestimento della zona superiore della plancia in materiale morbido e antiriflesso. Il posto guida era caratterizzato dalla presenza di un nuovo volante con mozzo non più di forma circolare, ma di forma allungata. Sempre presente il clacson circolare e concentrico alla corona del volante, mentre la strumentazione era sempre a sviluppo orizzontale, ma con una nuova disposizione degli indicatori rispetto al tachimetro, ai lati del quale trovavano posto il termometro dell'acqua e l'indicatore del livello carburante. L'orologio, prima unito a quest'insieme di strumenti, venne spostato al centro della plancia in modo da essere visibile anche agli altri passeggeri.

### Struttura, meccanica e motori

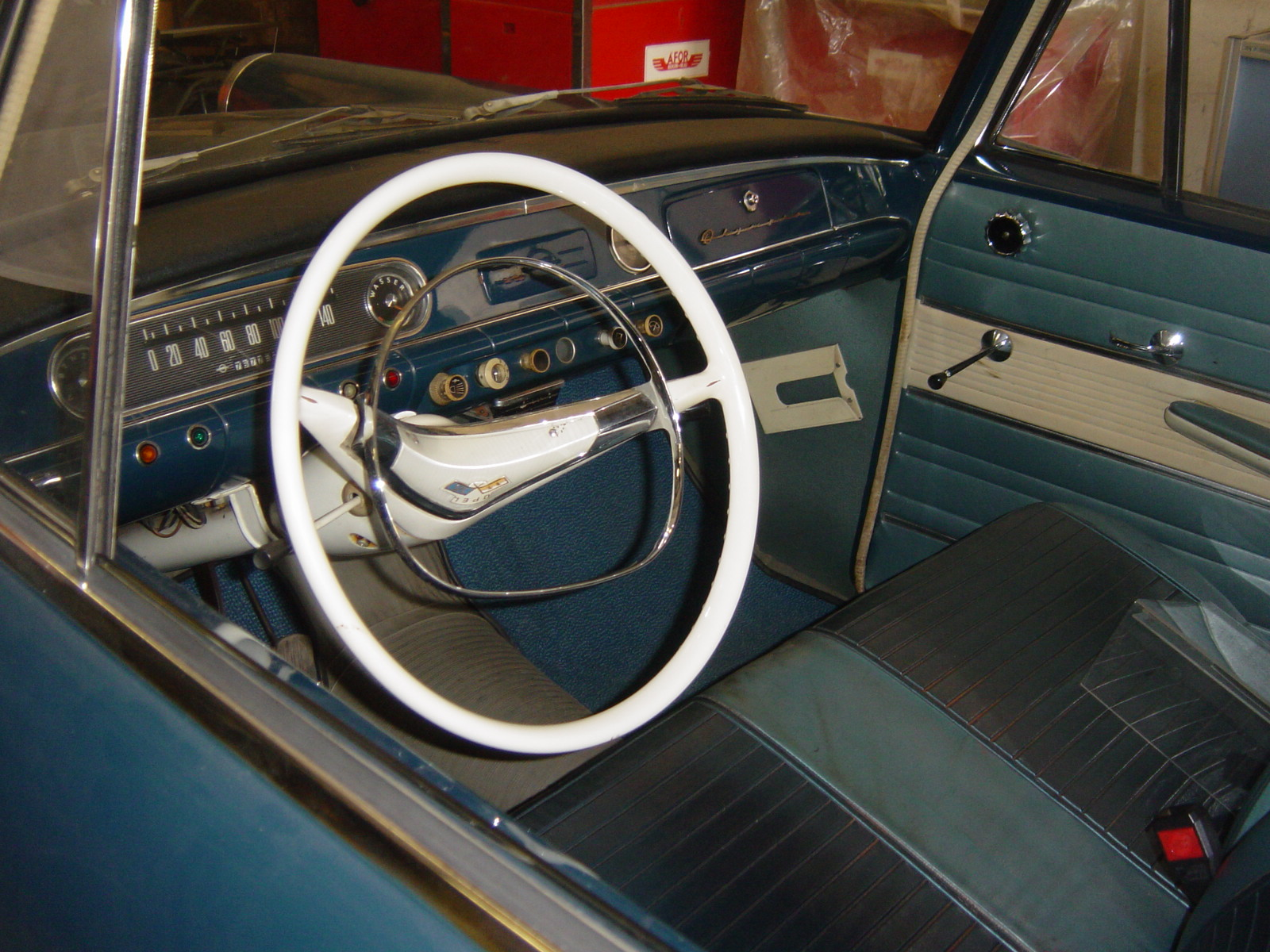
Il posto guida di una Rekord P2, con la scritta Olympia sul vano portaoggetti a destra

La base meccanica della Rekord P2 coincideva esattamente con quella della P1, ragion per cui sul piano tecnico vi furono differenze esigue dall'uno all'altro modello. Di fatto, il passaggio dalla P1 alla P2 può essere percepibie come un massiccio restyling, anche se in effetti le differenze strutturali vi furono, ma rimasero confinate alla scocca parzialmente riprogettata e al ridisegnamento dei lamierati in acciaio. Meccanicamente si ritrovarono quindi le stesse soluzioni previste già nella P1 per il comparto sospensioni (con avantreno a ruote indipendenti e molle elicoidali e retrotreno ad assale rigido con molle a balestra). Anche l'impianto frenante, di tipo idraulico, confermò la soluzione dei tamburi sulle quattro ruote senza servocomando.
La gamma motori delle prime P2 al debutto del modello rispecchiò quella delle ultime P1, quindi con due motorizzazioni, entrambe alimentate a carburatore:
- motore da 1488 cm³ con potenza massima di 50 CV;
- motore da 1680 cm³ con potenza massima di 55 CV.

Il cambio era di tipo manuale a 3 marce, ma a richiesta fu disponibile invece un nuovo cambio, sempre manuale, ma a 4 marce. Opzionale fu anche la frizione automatica Olymat, già presente nella lista optional della gamma P1.

### Carriera commerciale
Nonostante fosse stata presentata in tre varianti di carrozzeria, inizialmente la Rekord P2 venne però prevista in listino solo la berlina a 2 porte. La Caravan sarebbe arrivata solo nel mese di ottobre assieme alla versione furgonetta per il trasporto merci, mentre per la berlina a 4 porte si dovette aspettare fino a dicembre. La vettura incontrò un grande successo fin da subito, portando rapidamente a regime le linee di produzione di Rüsselsheim, che raggiunsero il tetto delle 1.400 vetture prodotte ogni giorno già a settembre, per arrivare persino a quota 1.500 vetture giornaliere già in autunno. Nell'agosto del 1961 vi fu invece l'arrivo di una versione inedita, ossia la coupé, che era assente dalla gamma P1 (se si escludono le rare fuoriserie realizzate dalla carrozzeria Autenrieth di Darmstadt, che comunque convertì 100 esemplari di coupé in altrettante cabriolet). La nuova Rekord P2 Coupé si differenziava dalla berlina a due porte essenzialmente per l'altezza del corpo vettura ridotta di 8 cm e per il lunotto molto più inclinato in avanti, il che comportò un'abitabilità sensibilmente diminuita nella zona posteriore dell'abitacolo. Novità anche per quanto riguarda l'unico motore previsto per la coupé, ossia il già noto 1.7 previsto anche nella restante gamma, ma con potenza portata a 60 CV. Anche la versione coupé raggiunse un successo relativamente buono, se si tiene presente la sua appartenenza ad un segmento di mercato tipicamente di nicchia. Nei primi sei mesi ne vennero prodotti 12.000 esemplari. Lo stesso motore da 60 CV venne montato a partire dal luglio 1962 nella berlina Lusso a 4 porte, in alternativa alle altre berline fino a quel momento disponibili. Sempre nella berlina Lusso venne montato di serie il cambio a 4 marce, disponibile solo a richiesta nel resto della gamma. La produzione della Rekord P2 cessò nel mese di febbraio del 1963.

### Tabella riepilogativa
Di seguito vengono riepilogate le caratteristiche della Rekord P2 nell'arco della sua breve carriera commerciale:
| Opel Rekord P2 (1960–63) |             |                |            |                |                |                    |                    |              |                     |                    |                    |                    |                          |
| Modello                  | Carrozzeria | Motore         | Cilindrata | Potenza CV/rpm | Coppia Nm/rpm  | Cambio/ n°rapporti | Massa a vuoto (kg) | Velocità max | Acceler. 0–100 km/h | Consumo (l/100 km) | Anni di produzione | Esemplari prodotti | Prezzo all'epoca (in DM) |
| Rekord P2 1.5            | Berlina 2p  | OHV Four 1.5   | 1488       | 50/4000        | 108/ 1800-2400 | Manuale 3 marce    | 930                | 128          | 25"5                | 10                 | 08/1960-02/1963    | 221.852            | 6.545                    |
| Rekord P2 1.5            | Berlina 4p  | OHV Four 1.5   | 1488       | 50/4000        | 108/ 1800-2400 | Manuale 3 marce    | 960                | 128          | 25"5                | 10                 | 12/1960-02/1963    | 26.318             | 7.035                    |
| Rekord P2 1.5            | Caravan     | OHV Four 1.5   | 1488       | 50/4000        | 108/ 1800-2400 | Manuale 3 marce    | 1.070              | 125          | 28"                 | 9,5                | 10/1960-02/1963    | 68.022             | 6.845                    |
| Rekord P2 1.5            | Furgonetta  | OHV Four 1.5   | 1488       | 50/4000        | 108/ 1800-2400 | Manuale 3 marce    | 1.030              | 125          | 28"                 | 9,5                | 10/1960-03/1963    | 13.596             | 6.245                    |
| Rekord P2 1.7            | Berlina 2p  | OHV Four 1.7   | 1680       | 55/4000        | 122/ 1900-2300 | Manuale 3 marce    | 940                | 132          | 24"                 | 10                 | 08/1960-02/1963    | 201.422            | 6.620                    |
| Rekord P2 1.7            | Berlina 4p  | OHV Four 1.7   | 1680       | 55/4000        | 122/ 1900-2300 | Manuale 3 marce    | 970                | 132          | 24"                 | 10                 | 12/1960-02/1963    | 87.739             | 7.110                    |
| Rekord P2 1.7            | Caravan     | OHV Four 1.7   | 1680       | 55/4000        | 122/ 1900-2300 | Manuale 3 marce    | 1.070              | 128          | 26"                 | 10,5               | 10/1960-02/1963    | 97.128             | 6.920                    |
| Rekord P2 1.7            | Furgonetta  | OHV Four 1.7   | 1680       | 55/4000        | 122/ 1900-2300 | Manuale 3 marce    | 1.030              | 128          | 26"                 | 10,5               | 10/1960-03/1963    | 18.430             | 6.320                    |
| Rekord P2 1.7 S          | Berlina 4p  | OHV Four 1.7 S | 1680       | 60/4100        | 128/ 1700-2000 | Manuale/ 4 marce   | 975                | 135          | 20"                 | 9,5                | 07/1962-02/1963    | 18.088             | 7.935                    |
| Rekord P2 1.7 S          | Coupé       | OHV Four 1.7 S | 1680       | 60/4100        | 128/ 1700-2000 | Manuale/ 3 marce   | 930                | 140          | 20"                 | 9,5                | 08/1961-02/1963    | 33.816             | 7.675                    |